# Deutsche Auslandsschule
Als Deutsche Auslandsschulen werden verallgemeinernd unterschiedliche Schulen im Ausland bezeichnet, an denen der Unterricht zumindest teilweise in deutscher Sprache stattfindet und deren Abschlüsse in Deutschland anerkannt werden. In der Regel handelt es sich um Privatschulen, die von einem gemeinnützigen Schulverein getragen werden. Eigentümer des Schulvermögens, besonders der Liegenschaften, ist oft eine Stiftung. Die Schulen werden meist aus deutschen öffentlichen Mitteln finanziell gefördert.
Für die Betreuung und Fachaufsicht über die derzeit 136 Schulen (Stand: Januar 2019) auf allen Kontinenten ist die Zentralstelle für das Auslandsschulwesen (ZfA), Bonn, im Bundesamt für Auswärtige Angelegenheiten (AA), Brandenburg an der Havel, zuständig. Im AA gehört die ZfA zum Abteilung 6 für Kultur und Gesellschaft, Referat 605 Förderung von Deutsch als Fremdsprache und Auslandsschulen. Die ZfA unterliegt ihrerseits der Fachaufsicht des Auswärtigen Amtes und arbeitet mit dem Bund-Länder-Ausschuss für schulische Arbeit im Ausland (BLASchA) zusammen. Über die Befugnis zur Verleihung deutscher Schulabschlüsse entscheidet die Kultusministerkonferenz. Grundlage der Auslandsschularbeit sind das Auslandsschulgesetz und die Verwaltungsvereinbarung zwischen Auswärtigem Amt und KMK.
Der 2003 gegründete Weltverband Deutscher Auslandsschulen (WDA) vertritt die freien Schulträger der Deutschen Auslandsschulen. Dem Verband gehören 141 Deutsche Auslandsschulen an.
Der Verband deutscher Lehrer im Ausland (VdLiA) und die Gewerkschaft Erziehung und Wissenschaft – Arbeitsgruppe Auslandslehrerinnen und Lehrer (AGAL) vertreten die Rechte und Interessen der Lehrkräfte und Kollegien im Auslandsschuldienst, bieten Rechtsberatung und rechtliche Vertretung in Streitfragen an.

## Schultypen und Schüler
Nach Art und Umfang des deutschsprachigen Angebotes sowie der Abschlüsse werden die folgenden Typen allgemeinbildender Auslandsschulen unterschieden:
- Deutsche Auslandsschulen (DAS): Der Unterricht wird zum großen Teil in deutscher Sprache erteilt und es werden zumeist nur deutsche Abschlüsse und das deutsche internationale Abitur (DiaP) verliehen. Da diese Schulen vorwiegend von Schülern besucht werden, deren Eltern als deutsche Fachkräfte auf begrenzte Zeit ins Ausland entsandt wurden, ist umgangssprachlich die Bezeichnung Botschaftsschule, Expertenschule oder Expat-Schule verbreitet.
- Begegnungsschule: Aufgrund der hohen internationalen Akzeptanz deutscher Abschlüsse und im Zuge einer zunehmenden Internationalisierung der Deutschen Auslandsschulen sind die meisten Deutschen Schulen als Begegnungsschulen ausgestaltet und werden oft von Schülern des Gastlandes und von einer internationalen Schülerschaft besucht.
- Deutsch-Profil-Schulen (DPS): Der Unterricht wird an dieser Schulform sowohl in deutscher als auch in der Landessprache erteilt, die genaue Ausgestaltung ist unterschiedlich; die Landessprache wird als Muttersprache unterrichtet. Die Schulen stehen allen Einheimischen und Kindern anderer Nationalitäten offen. An den derzeit 26 DPS-Schulen werden sowohl deutsche als auch landesspezifische Abschlüsse vergeben. Kennzeichnend ist, dass neben dem Fach Deutsch noch mindestens ein weiteres Unterrichtsfach in der deutschen Sprache unterrichtet wird. Zudem sind die deutschsprachigen Fächer Teil der Abschlussprüfung. Diese oft auch als Spezialgymnasien betitelten Schulen befinden sich vorwiegend in Mittel-, Ost- und Südosteuropa.[8]
- Sprachdiplom-Schulen (DSD-Schulen): Neben den 140 Deutschen Auslandsschulen in 72 Ländern gibt es weltweit mehr als 1.000 Schulen mit verstärktem Deutschunterricht, so genannte Sprachdiplom-Schulen: Dort wird der Unterricht, ggf. mit Ausnahme einzelner Fächer, vollständig in der Landessprache erteilt; es findet jedoch in großem Umfang verpflichtender Deutschunterricht statt, häufig schon in einem integrierten Kindergarten. Die Schulen sind vollständig in das örtliche Schulsystem integriert, es werden die jeweiligen nationalen Abschlüsse sowie das Deutsche Sprachdiplom (DSD) der Kultusministerkonferenz verliehen.[9] Außerdem gibt es mehrere hundert sogenannte FIT-Schulen, an denen der Deutschunterricht in Zusammenarbeit mit dem jeweiligen Goethe-Institut auf- oder ausgebaut wird.[10]
- Deutsche Samstagsschulen: Deutsche Samstagsschulen bieten ergänzenden Deutschunterricht zum regulären Schulsystem.
- Die vom Bundesministerium der Verteidigung getragenen Deutschen Schulen und Deutschen Abteilungen an Internationalen Schulen unterliegen nicht dem Auslandsschulgesetz. Es gibt Vereinbarungen zwischen dem Bundesministerium der Verteidigung und den Ländern über die personelle Unterstützung und die fachliche Betreuung dieser Schulen.
- Hinzu kommen deutsche Berufsschulen sowie deutschsprachige Abteilungen an Europäischen Schulen.

Der interkulturelle Austausch gehört zu den Zielen aller Schultypen. Der überwiegende Teil der deutschen Schulen im Ausland ist heute als sogenannte Begegnungsschule konzipiert.
Im Jahr 2020 besuchten knapp 84.000 Schüler die Deutschen Auslandsschulen, 20.200 waren deutsche, 63.800 nichtdeutsche Schüler.

## Absolventen
Zeugnisse und Abschlüsse anerkannter Deutscher Auslandsschulen sind von der Kultusministerkonferenz anerkannt. Das Abiturzeugnis einer Deutschen Auslandsschule bescheinigt die allgemeine Hochschulreife und vermittelt den Zugang zu jedem Studium an Hochschulen in Deutschland als Bildungsinländer.
Nach § 34 AufenthG bedarf es bei der Visavergabe für Absolventen deutscher Auslandsschulen, die über eine deutsche Hochschulzugangsberechtigung (oder eine internationale oder nationale Hochschulzugangsberechtigung in Verbindung mit dem Deutschen Sprachdiplom) verfügen und in Deutschland ein Studium aufnehmen wollen, keiner Zustimmung durch die Ausländerbehörde.
Laut einer 2017 veröffentlichten Studie gehen 62 % der Absolventen mit deutscher Staatsbürgerschaft nach dem Schulabschluss nach Deutschland und 32 % der nichtdeutschen Absolventen.

## Trägerschaft
Die Deutschen Auslandsschulen befinden sich in aller Regel in der Trägerschaft eines privatfinanzierten deutschen Schulvereins. Die Bundesrepublik Deutschland hat die Trägerschaft für die Auslandsschulen der Bundeswehr, die sich im Geschäftsbereich des Bundesministeriums der Verteidigung befinden. Die Sprachdiplomschulen sind in der Regel in der Trägerschaft des Gastlandes. Deutsche Samstagsschulen werden durch Elterninitiativen getragen.

## Aufgaben und Rolle der Deutschen Auslandsschulen
Im Rahmen der Auswärtigen Kultur- und Bildungspolitik sollen die Deutschen Auslandsschulen folgende Ziele verwirklichen:
- Förderung der deutschen Sprache
- Begegnung mit Kultur und Gesellschaft des Gastlandes
- Schulische Versorgung deutscher Kinder im Ausland
- Stärkung des Studien- und Wirtschaftsstandorts Deutschland

Eine gemeinsame Untersuchung von Weltverband Deutscher Auslandsschulen (WDA) und Universität St. Gallen belegt die bedeutende Rolle der Deutschen Auslandsschulen in der Auswärtigen Kultur- und Bildungspolitik. Der „Studie zum Public Value der Deutschen Auslandsschulen“ zufolge leisten die Schulen aus Sicht von Experten aus Politik, Wirtschaft, Gewerkschaften, Verwaltung und Verbänden einen wichtigen Beitrag zum Ansehen Deutschlands in der Welt. Ausbildung und Abschlüsse der Schulen genießen demnach international hohe Anerkennung; deutsche Unternehmen, die Mitarbeiter ins Ausland entsenden, profitieren stark von den schulischen Angeboten. Für die Studie zum Public Value der Deutschen Auslandsschulen wurden repräsentative Vertreter aus Politik, Verwaltung, Wirtschaft, Gewerkschaften und Verbänden in Deutschland interviewt. An einer parallel durchgeführten Onlinebefragung beteiligten sich 285 Vorstände, Schul- und Verwaltungsleiter der Deutschen Auslandsschulen weltweit. Die Untersuchung erfasst den gesellschaftlichen Nutzen der Auslandsschulen anhand verschiedener Dimensionen wie Wirtschaftlichkeit, Bildung und sozialem Zusammenhalt.

## Finanzierung
Die Deutschen Auslandsschulen werden in der Regel von gemeinnützigen Schulvereinen gegründet und getragen, die öffentlich gefördert werden (Public-Private-Partnership). Die Auslandsschulen finanzieren sich als Privatschulen zu erheblichen Teilen aus Schulgeld und Spenden, hinzu kommt die Förderung aus dem Schulfonds des Auswärtigen Amtes. Diese Mittel werden von der ZfA zugewiesen. Einzelne Schulen erhalten auch Zuschüsse aus öffentlichen Mitteln des Gastlandes. Falls die Eltern das Schulgeld nicht aufbringen können, besteht häufig die Möglichkeit, dieses ganz oder teilweise zu erlassen oder ein Stipendium zu gewähren.
Die Bundesrepublik Deutschland unterstützte im Jahr 2013 die 140 Deutschen Auslandsschulen mit 243 Millionen Euro. Die freien Träger der Deutschen Auslandsschulen erwirtschaften den Großteil ihrer Haushalte in Eigenverantwortung: Etwa 80 Prozent der Kosten der Auslandsschulen werden durch Gebühren und Zuschüsse ortsansässiger Unternehmen gedeckt.
Am 22. März 2013 billigte das Bundeskabinett einen Gesetzentwurf für ein Auslandsschulgesetz. Am 13. Juni 2013 wurde das Gesetz im Bundestag mit den Stimmen der damaligen schwarz-gelben Regierungskoalition verabschiedet. Zum 1. Januar 2014 trat das Auslandsschulgesetz in Kraft. Damit wurde erstmals, nach einem mehrjährigen Reformprozess, eine eigene gesetzliche Regelung für die Förderung der Deutschen Schulen im Ausland geschaffen.
Gemäß Auslandsschulgesetz werden Förderverträge mit den freien Schulträgern der Deutschen Auslandsschulen geschlossen, die über drei Jahre einen gesetzlichen Anspruch auf die personelle und finanzielle Förderung erhalten. Förderfähig ist eine Deutsche Auslandsschule laut Auslandsschulgesetz (§ 8), wenn sie „deutschsprachigen Unterricht anbietet und deutschsprachig geprägte Abschlüsse“ anbietet; sie muss weiterhin in den letzten drei Jahren vor der Antragsstellung „mindestens 12 Abschlüsse“ derselben, im Gesetz festgeschrieben Kategorie von Abschlüssen vergeben haben (dazu zählen u. a. das Abitur, die mittlere Reife und das Gemischtsprachige International Baccalaureate). Zu den weiteren Voraussetzungen für die gesetzliche Förderung zählen wirtschaftliche Tragfähigkeit, Gemeinnützigkeit und die Ausrichtung an den demokratischen Werten Deutschlands. Schulen, die den gesetzlichen Anspruch der Mindestzahl an Abschlüssen pro Jahr nicht erfüllen, können weiter auf der Basis des freiwilligen Zuwendungsrechtes gefördert werden. Schulen, die das Deutsche Sprachdiplom anbieten, können ebenfalls freiwillig auf der Basis des Zuwendungsrechts Fördermittel erhalten.

## Lehrkräfte
Im Rahmen der Förderung durch die Bundesrepublik Deutschland und um deutsche Qualitätsstandards zu gewährleisten, werden deutsche Auslandsdienstlehrkräfte durch die Zentralstelle für das Auslandsschulwesen angeworben und an die Schulen vermittelt. Dabei handelt es sich um verbeamtete oder festangestellte Lehrer aus dem innerdeutschen Schuldienst, die für eine begrenzte Zeit (in der Regel maximal acht Jahre) durch die Bundesländer zur Verfügung gestellt werden. Sie werden von der Bundesrepublik Deutschland finanziert und erhalten ihre reguläre Vergütung nach deutschem Besoldungs- bzw. Tarifrecht sowie zusätzlich eine Auslandszulage. Hinzu kommen Bundesprogrammlehrkräfte, die ebenfalls für begrenzte Zeit aus Deutschland vermittelt werden, jedoch zuvor keine feste Beschäftigung im innerdeutschen Schuldienst innehatten. Sie werden von der Schule nach örtlichen Tarifen bezahlt, erhalten jedoch zusätzlich eine Zuwendung aus Bundesmitteln. Schließlich werden deutsch- wie landessprachliche Ortslehrkräfte von den Schulen direkt angestellt und vergütet. Die Schulleitung obliegt zumeist einer Auslandsdienstlehrkraft. Im Jahr 2013 waren 1.340 aus Deutschland vermittelte Lehrkräfte und 6.835 Ortslehrkräfte an den Deutschen Auslandsschulen tätig.

## Exzellente Deutsche Auslandsschule

Offizielles Gütesiegel

Das Gütesiegel Exzellente Deutsche Auslandsschule wird an Deutsche Auslandsschulen vergeben, nachdem diese eine Bund-Länder-Inspektion (BLI) erfolgreich durchlaufen haben.
Die BLI wurde 2008 durch die Kultusministerkonferenz (KMK) bzw. den Bund-Länder-Ausschuss für schulische Arbeit im Ausland (BLASchA) als Werkzeug des Pädagogischen Qualitätsmanagements (PQM) für Deutsche Auslandsschulen verbindlich eingeführt. Alle Deutschen Auslandsschulen werden im Rahmen der BLI in einem Zyklus von etwa sechs Jahren besucht. Bis 2013 haben laut BLASchA 112 der Deutschen Auslandsschulen eine BLI durchlaufen.

## Auslandsschulen der Bundeswehr
Neben den durch die Zentralstelle für das Auslandsschulwesen im Bundesverwaltungsamt betreuten Schulen betreibt die Bundeswehr fünf eigene Auslandsschulen an Bundeswehrstandorten in Frankreich, den Niederlanden, in Belgien und in den USA. Die Auslandsschulen der Bundeswehr werden bei ausgewählten größeren Dienststellen im Ausland betrieben, an denen es keine andere deutsche Auslandsschule oder keine ausreichende internationale Schule gibt. Im Rahmen freier Kapazitäten besuchen auch Kinder, deren Eltern nicht bei der Bundeswehr arbeiten, gegen Zahlung eines Schulgeldes diese Schulen. Die Abschlüsse sind denen in Nordrhein-Westfalen gleichgestellt. Die Auslandsschulen der Bundeswehr werden seit September 2004 in schulfachlicher Hinsicht durch das Bundesland Nordrhein-Westfalen betreut. Auf Seiten der Bundeswehr verantwortet das Bildungszentrum der Bundeswehr die Fachaufsicht sowie Betrieb und Organisation der Auslandsschulen der Bundeswehr.